# José Jaspe
José Jaspe (La Coruña, 10 de agosto de 1906-Becerril de la Sierra, 5 de junio de 1974) fue un actor español.

## Biografía
Su inicio en el mundo del cine se produjo tras la guerra civil española, en 1941. Fue uno de los actores más cotizados y populares de la época. Su extensa filmografía, tanto en España como en Italia abarca más de 120 películas.
De 1953 a 1963, trabajó casi exclusivamente en Italia, destacando su participación en los llamados Spaghetti Western. 
Falleció el 5 de junio de 1974 en el municipio madrileño de Becerril de la Sierra, el cual tiene una plaza en su memoria.

## Filmografía completa
- El sobre lacrado (1941)
- El pobre rico (1942)
- La culpa del otro (1942)
- Los ladrones somos gente honrada (1942)
- Boda accidentada (1943)
- El abanderado (1943)
- Mi fantástica esposa (1943)
- Un enredo de familia (1943)
- El rey de las finanzas (1944)
- El sobrino de don Buffalo Bill (1944)
- Paraíso sin Eva (1944)
- El fantasma y doña Juanita (1945)
- El otro Fu-Man-Chú (1945)
- Su última noche (1945)
- Tierra sedienta (1945)
- Viento de siglos (1945)
- Un ladrón de guante blanco (1946)
- El pirata Bocanegra (1946)
- Héroes del 95 (1946)
- La pródiga (1946)
- La próxima vez que vivamos (1946)
- María Fernanda, la Jerezana (1946)
- Dulcinea (1947)
- Las inquietudes de Shanti Andía (1947)
- Cuatro mujeres (1947)
- La dama del armiño (1947)
- La manigua sin Dios (1947)
- La nao Capitana (1947)
- La princesa de los Ursinos (1947)
- Luis Candelas, el ladrón de Madrid (1947)
- Póker de ases (1947)
- Reina Santa (1947)
- Brindis a Manolete (1948)
- Las aguas bajan negras (1948)
- Pototo, Boliche y compañía (1948)
- El sótano (1949)
- Fuego (1949)
- La Duquesa de Benamejí (1949)
- Noventa minutos (1949)
- Paz (1949)
- Agustina de Aragón (1950)
- Jack el negro (1950)
- Alba de América (1951)
- La leona de Castilla (1951)
- La llamada de África (1952)
- Siempre Carmen (1953)
- Cara de bronce (1953)
- Condannatelo! (1953)
- Frine, cortigiana d'Oriente (1953)
- Mamma perdonami! (1953)
- Ultima illusione (1954)
- Divisione Folgore (1955)
- I quattro del getto tonante (1955)
- La gran esperanza (1955)
- Serán hombres (1956)
- Classe di ferro (1957)
- Hacia el crimen (1957)
- Gambe d'oro (1958)
- Los italianos están locos (1958)
- El desafío (1959)
- En el cielo pintado de azul (Volare) (1959)
- I cavalieri del diavolo (1959)
- Il cavaliere senza terra (1959)
- La congiura dei Borgia (1959)
- La notte del grande assalto (1959)
- Poveri milionari (1959)
- Apocalipsis sobre el río amarillo (1960)
- I Teddy boys della canzone (1960)
- La mujer pirata (1960)
- Le bal des espions (1960)
- Mobby Jackson (1960)
- Somos dos fugitivos (1960)
- Capitani di ventura (1961)
- El pirata negro (1961)
- La destrucción de Corinto (1961)
- Scano Boa (1961)
- Spade senza bandiera (1961)
- La flecha de oro (1962)
- Cyrano y D'Artagnan (1963)
- Le verdi bandiere di Allah (1963)
- A escape libre (1964)
- Armas para el Caribe (1964)
- El hijo de Jesse James (1964)
- El tulipán negro (1964)
- El vengador de California (1964)
- Los rurales de Texas (1964)
- Saúl y David (1964)
- Soraya, reina del desierto (1964)
- Los cuatro implacables (1965)
- Los jueces de la Biblia (1965)
- Pampa salvaje (1966)
- Demasiadas mujeres para Layton (1966)
- Thompson 1880 (1966)
- Un golpe de mil millones (1966)
- Dos hombres van a morir (1967)
- La casa de las mil muñecas (1967)
- Al este de Java (1968)
- Cervantes (1968)
- Comanche blanco (1968)
- El sabor del odio (1968)
- La última aventura del Zorro (1968)
- Texas el Rojo (1968)
- Uno después de otro (1968)
- Winchester, uno entre mil (1968)
- El vengador del Sur (1969)
- Los pistoleros de Paso Bravo (1969)
- Play girl 70 (1969)
- Tiempos de Chicago (1969)
- Pierna creciente, falda menguante (1970)
- El bulevar del ron (1971)
- La muerte busca a un hombre (1971)
- Llega Sartana (1971)
- Sol rojo (1971)
- La isla del tesoro (1972)
- Marianela (1972)
- Un hombre llamado Noon (1972)
- Viva la muerte... tuya (1972)
- Yo los mato y tú cobras la recompensa (1972)
- Pánico en el Transiberiano (1972)
- La isla misteriosa (1973)
- La loba y la paloma (1973)
- Todos para uno, golpes para todos (1973)
- La noche de la furia (1974)
- Pascualino Cammarata, capitán de fragata (1974)